# Cock and ball torture
Cock and ball torture (CBT) er betegnelsen for den seksuelle aktivitet, der involverer tortur af de mandlige kønsorganer: penis og pungen. Dette kan involvere direkte smertefule aktiviteter så som leg med varm voks, spanking og presseion på testiklerne.
En faldskærm er en lille krave, normalt af læder, som sættes rundt om pungen. Kraven er kegleformet og under kraven findes tre kæder der samles i en ring hvorfra der kan hænges vægte i. Dette design gør at den ligner den "rigtige" faldskærm og dens navn er da også indlysende.

## References
1. ↑  Langdridge, Darren; Barker, Meg (2008). Safe, sane, and consensual: contemporary perspectives on sadomasochism. Palgrave Macmillan. s. 174. ISBN 978-0-230-51774-5.

| Sex | Spire Denne artikel om sex eller sexologi er en spire som bør udbygges. Du er velkommen til at hjælpe Wikipedia ved at udvide den. |